# Waldemar Wojciechowski (koszykarz)
Waldemar Wojciechowski (ur. 1959) – polski koszykarz, występujący na pozycji skrzydłowego, medalista mistrzostw Polski.

## Osiągnięcia
Drużynowe
- Brązowy medalista Polski (1980)